# أولريخ ياسبر زيتسن
أولريخ ياسبر زيتسن (بالألمانية: Ulrich Jasper Seetzen)‏ (1767 - 1811 م) هو مستشرق ورحالة ألماني. سافر إلى مصر والحجاز واليمن. كما تعرف إلى جوزيف فون هامر-برجشتال في استانبول عام 1802م.
من أهم آثاره «أشعار في سوريا وفلسطين وبلاد ما وراء الأردن، وبلاد العرب والبتراء ومصر السفلى». نشر في برلين، 1854 م.